# Municipio de Liberty (condado de Holt)
El municipio de Liberty (en inglés, Liberty Township) es una subdivisión territorial del condado de Holt, Misuri, Estados Unidos. Según el censo de 2020, tiene una población de 175 habitantes.
Tiene un código de clase Z1, que implica que no está en funcionamiento (non-functioning county subdivision).

## Geografía
La subdivisión está ubicada en las coordenadas 40°13′8″N 95°14′18″O / 40.21889, -95.23833. Según la Oficina del Censo, tiene una superficie de 124.99 km², correspondientes en su totalidad a tierra firme.

## Demografía
Según el censo de 2020, hay 175 personas residiendo en la zona. La densidad de población es de 1.40 hab./km². El 96.00 % de los habitantes son blancos, el 0.57 % es de otra raza y el 3.43 % son de una mezcla de razas. Del total de la población, el 2.29 % son hispanos o latinos de cualquier raza.